# Sông Trubizh
Trubizh (tiếng Ukraina: Трубі́ж, tiếng Nga: Трубе́ж) là một sông chảy hoàn toàn trong lãnh thổ Ukraina, là một phụ lưu tả ngạn của sông Dnepr. Sông đổ vào hồ chứa nước Kaniv trên sông Dnepr. Sông dài 113 kilômét (70 mi), diện tích lưu vực là 4.700 kilômét vuông (1.800 dặm vuông Anh).
Sông chảy qua địa phận các huyện Chernihiv và Nizhyn của tỉnh Chernihiv và các huyện Brovary và Boryspil của tỉnh Kyiv. Thành phố Pereiaslav nằm ven sông.
Thung lũng sông Trubizh rộng, được xác định một cách mơ hồ. Dòng chảy sông bị kênh hóa, ngoại trừ khu vực cửa sông. Thung lũng sông có hình lòng chảo, rộng 3,5 km, sâu 10 m, bãi bồi rộng 500–600 m và đã được khai hoang. Sông hơi uốn khúc, điều hòa gần như suốt chiều dài, chiều rộng sông 15 m, độ dốc của sông là 0,26 m/km. Sông bị đóng băng vào cuối tháng 11-đầu tháng 12, tan băng vào nửa cuối tháng 3. Nguồn nước sông chủ yếu là từ tuyết tan.
Sông bắt nguồn từ phía trên làng Sukhini, chảy qua vùng đất thấp Dnepr. Phần thượng lưu của sông Tribuzh kết nối với sông Oster bằng một kênh đào, qua đó nước được bơm từ sông Desna nhờ hỗ trợ của các trạm bơm. Tại vùng bãi bồi, hệ thống thoát nước và tưới tiêu Trubizh được xây dựng (tổng diện tích 33.400 ha)
Phụ lưu hữu ngạn có Bystrytsia, Basanka, Nedra, Karatul'. Phụ lưu tả ngạn có Bezimenna, Stav, Hoholiv, Krasylivka, Pyliavka, Il'tytsia (Al'ta), Al'ta, Karan'.
Taras Shevchenko từng đến thăm những khu vực này vào mùa xuân năm 1846, khi ông đi theo nhiệm vụ của Ủy ban Khảo cổ học để phác thảo các công trình kiến trúc lịch sử và di tích lịch sử của tỉnh Chernihiv. Trong câu chuyện "Công chúa" (Княгиня), Shevchenko có nhắc đến sông Trubizh (Trubailo).